# Parafia św. Mateusza Ewangelisty w Łodzi

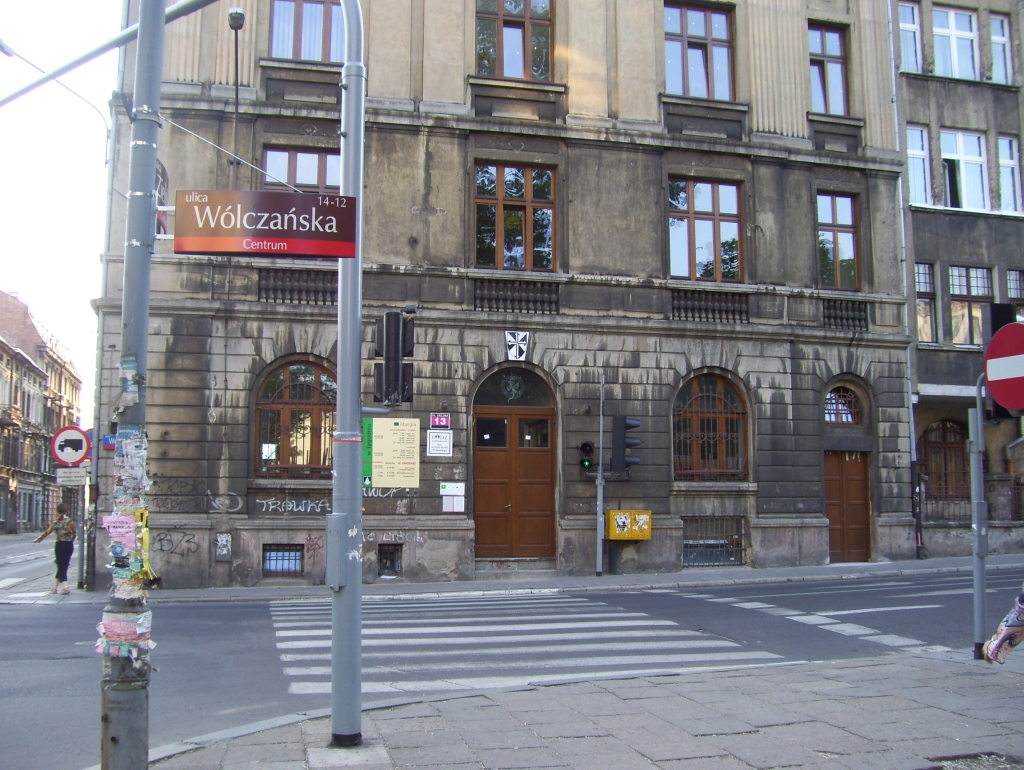
Dom Zakonny Ojców Dominikanów przy ul. Zielonej (widok od ul. Wólczańskiej)

Parafia pw. św. Mateusza Ewangelisty w Łodzi – parafia w dekanacie Łódź-Śródmieście archidiecezji łódzkiej. Leży w centralnej części miasta, na osiedlu Stare Polesie, w dzielnicy Polesie.

## Historia
Parafia erygowana 1 października 1989 przez biskupa Władysława Ziółka.
Budowę świątyni jako trzynawowej bryły opartej na rzucie prostokąta, według projektu architektów Jerzego Gonery i Lidii Zysiak zaczęto wiosną 1994. Kościół tworzy zespół z budynkiem społecznym, z którym jest połączony. Świątynia poświęcona 5 maja 1999 i konsekrowana 19 września 2005 przez arcybiskupa Władysława Ziółka.

## Rzeźby w Kościele
W latach 2001–2004 Wojciech Gryniewicz zaprojektował i zrealizował Drogę Krzyżową i płaskorzeźby na ołtarzu głównym.

## Kaplice na terenie parafii
- Kaplica błogosławionego Piotra Frasattiego w Domu Zakonnym Ojców Dominikanów przy ul. Zielonej 13.
- Kaplica w Szpitalu Klinicznym przy placu Hallera 1.

## Duszpasterzy

### Proboszczowie
- ks. Roman Łodwig (1989–2007)
- śp. ks. Czesław Zbiciak (2007–2012)
- ks. Jarosław Nowak (2012-2018)
- ks. kan. Wojciech Wołowiec (od 2018 )

### Wikariusze
- ks. Krzysztof Florczak (1989–1994)
- ks. Piotr Turek (1989–1995)
- ks. Tomasz Szczypa (1995–2005)
- ks. Jerzy Dominowski (1997–2002)
- ks. Stanisław Danilewicz (2002–2005)
- ks. Stanisław Nowacki (2005–2012)
- ks. Maciej Rojkowicz (2005–2013)
- ks. Krzysztof Kowalski (od 2012)
- ks. Patryk Nowak (2013–2014)
- ks. Dariusz Wyroda (od 2014)

## Msze Święte i Nabożeństwa

### Msze Święte
w niedziele i święta
- 7:30, 9:00, 10:30, 12:00, 17:00 (w pierwszy piątek miesiąca), 18.30

w soboty
- 7:00, 9:30, 18:30

w dni powszednie
- 7:00, 18:00, 18:45

W okresie wakacyjnym w dni powszednie nie ma mszy o godz. 18:45, w sobotę nie ma mszy o 9:30, a Różaniec odprawiany jest po mszy o 7:00, w niedziele i święta nie ma mszy o 12:00.

### Nabożeństwa
w niedziele i święta
- 18:00 – Adoracyjne (w pierwszą niedzielę miesiąca)
- 18:00 – Majowe/Czerwcowe/Październikowe (Różaniec)

w soboty
- 9:00: – Różaniec
- 18:00 – Majowe/Czerwcowe

w dni powszednie
- 17:30 – Majowe/Czerwcowe/Październikowe (Różaniec)

## Ulice na terenie działalności duszpasterskiej parafii
plac Norberta Barlickiego, Gdańska (numery 36-62 i 41/43-67), Lipowa (8-36i 15/17-39), Legionów (numery parzyste od 68 do końca), 1 Maja (od numerów 36 i 41 obie strony do końca), Mała, Stefana Pogonowskiego (22-48 i 41-47), 6 Sierpnia (numery nieparzyste od 11/13), 28 Pułku Strzelców Kaniowskich (1-25 i 2-26), Stanisława Więckowskiego (od numerów 22 i 53 obie strony do końca), aleja Włókniarzy 216, Wólczańska (numery nieparzyste 13-37), Zielona (od numerów 10 a i 13 obie strony do końca), Lucjana Żeligowskiego (1-31 i 2-38), Stefana Żeromskiego (22-36 i 21-49).

## Grupy parafialne
Apostolat Modlitwy, Rodzina Radia Maryja, schola dziecięca, schola młodzieżowa, Żywa Róża